# Johann Theodor Roemhildt
Johann Theodor Roemhildt (* 23. Septemberjul. / 3. Oktober 1684greg. in Salzungen; † 26. Oktober 1756 in Merseburg) war ein deutscher Komponist des Barock und Kantor.

## Leben
Johann Theodor war Sohn des Pfarrsubstituts Johann Elias Roemhildt und der Johanna Elisabetha, Tochter des Pfarrers G. Christian Silchmüller aus Gumpelstadt. Er erhielt seinen ersten Musikunterricht wahrscheinlich bei seinem Vater, später bei Jacob Bach in Ruhla.
Mit 13 Jahren kam Roemhildt auf die Leipziger Thomasschule, wo er bei Johann Schelle und Johann Kuhnau lernte. Mitschüler von ihm waren u. a. Reinhard Keiser, Johann David Heinichen, Christoph Graupner und Johann Friedrich Fasch, mit dem er auch später noch in Kontakt stand. 1705 wechselte Roemhildt auf die Universität Leipzig und trat nach nur sechs Semestern seine erste Stelle als Musiklehrer und Chordirektor in Spremberg in der Niederlausitz an. 1714 übertrug man ihm das Rektorat der dortigen Schule, allerdings nicht aus pädagogischen Gründen, sondern weil die Rektorenstelle dem Kantor übergeben werden musste.
Im Jahr 1715 ging er als Musikdirektor an die Kirche in Freystadt/Niederschlesien. Zusätzlich zu seiner Position als Kantor war Roemhildt als Lehrer am Lyzeum, einer Schule mit seinerzeit etwa 150 Schülern, tätig. Zwei Jahre später lehnte er eine Berufung nach Luckau ab und blieb bis 1726 in Freystadt; im selben Jahr zog er auf Einladung des Herzogs Heinrich wieder nach Spremberg. Als Herzog Moritz Wilhelm, der so genannte „Geigenherzog“ von Merseburg im Jahre 1731 starb, wurde Heinrich sein Nachfolger. Dieser nahm Roemhildt mit an den Merseburger Hof und ernannte ihn zum Hofkapellmeister. Nach dem Tod des Domorganisten Georg Friedrich Kauffmann im Jahre 1735 übernahm Roemhildt dessen Funktion. Dom- und Stadtkantor war zu dieser Zeit August Friedrich Graun, der ältere der Graun-Brüder.
Die Zeit in Merseburg war offenkundig Roemhildts produktivste, der Musikhistoriker Karl Theodor Paulke vermutete, dass etwa 200 Vokalwerke und die Orgelstücke hier entstanden seien. 25 Jahre wirkte Roemhildt als Domorganist und Titular-Hofkapellmeister (das Amt selbst war kurz nach dem Tode Herzog Heinrichs 1738 abgeschafft worden) in jener Stadt, und es scheint, als habe er das Amt bis zu seinem Tode ausgeübt. Allerdings wurde er in seinen letzten Lebensjahren häufig von einem gewissen Johann Elias Seydel, der sich später um die Nachfolge Roemhildts bewarb, vertreten. Über den Tod Johann Theodor Roemhildts findet sich im Merseburger Kirchenbuch von 1756 folgender Eintrag:
„Den 26. Oktober nachm. Halb 6 Uhr ist Herr Johann Theodor Roemhildt, Vormaliger Hochfuerstl. Saechs. Merseburger Wohl bestallt gewesener Capell Meister, wie auch bey der Hohen Stiffts und Dom Kirche allhier gewesener Organist an einem Schlag Fluß im 73. Jahre seines Lebens sanft und selig Verstorben und auf dem Stadt Gottes Acker begraben worden.“
Roemhildt Societät
Die Roemhildt Societät Bochum e.V. befasst sich mit dem Leben und Wirken Johann Theodor Roemhildts, ediert in Zusammenarbeit mit weiteren Schülern die bisher nur als Manuskripte und Kopien vorhandenen Werke des Komponisten und hat sich zum Ziel gesetzt, ihn bekannter zu machen.

## Werke (unvollständig)
Seine Werke waren zu seinen Lebzeiten und kurz danach wahrscheinlich verbreiteter als die des zeitlich und räumlich nahen Johann Sebastian Bach. Diese Verbreitung hat sich allerdings nicht bis heute erhalten.
Erfasst wurden die Werke von Johann Theodor Roemhildt im Roemhildt-Verzeichnis RoemV, erstellt von C. Ahrens und S. Dierke.
Es sind weitaus mehr als 200 Kantaten von Johann Theodor Roemhildt bekannt. Außerdem existieren vier Messen, eine Motette, eine Matthäuspassion und diverse Instrumentalwerke.

### Kantaten
- RoemV 1 – Bleib bei uns denn es will Abend werden, Kantate zum 2. Ostertag
- RoemV 2 – An Gott will ich gedenken
- RoemV 3 – Die Gottlosen werden in die ewige Pein gehen, Kantate zum 23. Sonntag nach Trinitatis
- RoemV 4 – Mein Valet ist schon gemacht, Kantate zum 23. Sonntag nach Trinitatis
- RoemV 5 – Muss nicht der Mensch immer im Streit sein, Kantate zum Sonntag Invocavit
- RoemV 6 – Herr vor dir ist alle meine Begierde, Kantate zum Sonntag Reminiscere
- RoemV 7 – Ermuntre dich mein ganz Gemüte, Kantate zum Sonntag Oculi, Bad Köstritz: Forschungs- und Gedenkstätte Heinrich-Schütz-Haus, 2007
- RoemV 8 – Wer ist der so von Edom kommt, Kantate zum Sonntag Palmarum
- RoemV 9 – Christus hat einmal für die Sünde gelitten, Kantate zum Sonntag Estomihi, Bad Köstritz: Forschungs- und Gedenkstätte Heinrich-Schütz-Haus, 2007
- RoemV 10 – Bleibe doch du ewiges Licht, Kantate zum 2. Ostertag
- RoemV 11 – Ach was soll ich Sünder machen, Kantate zum 3. Ostertag
- RoemV 12 – Jesu, schenk uns deinen Frieden, Kantate zum 3. Ostertag, Bad Köstritz: Forschungs- und Gedenkstätte Heinrich-Schütz-Haus, 2007
- RoemV 13 – Ich bin müde sprich doch Friede, Kantate zum Sonntag Quasimodogeniti
- RoemV 14 – Wohl dem dessen Hilfe der Gott Jacob ist, Kantate zum Sonntag Misericordias Domini
- RoemV 15 – Mein Abba kommt vor deinen Thron, Kantate zum Sonntag Rogate
- RoemV 16 – Bei dem Herrn ist die Gnade, Kantate zum Sonntag Exaudi, Bad Köstritz: Forschungs- und Gedenkstätte Heinrich-Schütz-Haus, 2007
- RoemV 17 – Nichts, gar nichts sind Menschenkinder, Kantate zum 1. Sonntag nach Trinitatis, Bad Köstritz: Forschungs- und Gedenkstätte Heinrich-Schütz-Haus, 2007
- RoemV 18 – Kommt, alles ist bereit, Kantate zum 2. Sonntag nach Trinitatis, Bad Köstritz: Forschungs- und Gedenkstätte Heinrich-Schütz-Haus, 2007
- RoemV 19 – Lasset uns hinzu treten mit Freudigkeit, Kantate zum 3. Sonntag nach Trinitatis
- RoemV 20 – Liebet eure Feinde segnet die euch fluchen, Kantate zum 4. Sonntag nach Trinitatis
- RoemV 21 – Ein Wort ist mir ins Herz geschrieben, Kantate zum 13. Sonntag nach Trinitatis
- RoemV 22 – Wohl dem der den Herren fürchtet, Kantate zum 15. Sonntag nach Trinitatis
- RoemV 23 – Das ist ein köstlich Ding, Kantate zum 14. Sonntag nach Trinitatis, Bad Köstritz: Forschungs- und Gedenkstätte Heinrich-Schütz-Haus, 2007
- RoemV 24 – Herrscher über Tod und Leben, Kantate zum 16. Sonntag nach Trinitatis
- RoemV 25 – Heilige uns Herr in deiner Wahrheit, Kantate zum 18. Sonntag nach Trinitatis
- RoemV 26 – Heilige uns Herr in deiner Wahrheit, Kantate zum 23. Sonntag nach Trinitatis
- RoemV 27 – Viele so unter der Erden schlafen,  Kantate zum 26. Sonntag nach Trinitatis
- RoemV 28 – Ach dass die Hülffe aus Zion über Issrael käme, Adventskantate[2]
- RoemV 29 – Kommt ihr Herzen, kommt ihr Lippen, Kantate zum 2. Weihnachtstag
- RoemV 30 – Nun danket alle Gott, Kantate zum Sonntag nach Weihnachten
- RoemV 31 – Herr Gott dich loben alle wir, Kantate zum Johannistag
- RoemV 32 – Singet dem Herrn ein neues Lied, Kantate zum Michaelistag
- RoemV 33 – Victoria, frohlocke und jauchze, Kantate zu Ostern
- RoemV 34 – Weicht ihr Nächte meiner Sünden, Kantate zu Weihnachten
- RoemV 35 – Zeuch doch allerliebster Jesu, Kantate zum 1. Adventssonntag[2]
- RoemV 36 – Allen die in diesem Hause sind, Kantate zum Neujahrstag
- RoemV 37 – Ich muss mich taufen lassen, Kantate zum Sonntag Estomihi
- RoemV 38 – Denen die Gott lieben, Kantate zum 8. Sonntag nach Trinitatis
- RoemV 39 – Der Herr ist mein Licht und mein Heil, Kantate zum 4. Sonntag nach Trinitatis
- RoemV 40 – Kinder Gottes müssen klagen, Kantate zum 2. Weihnachtstag / zu Epiphanias
- RoemV 40a – Wahre Christen sind die Schafe, Kantate zum 2. Weihnachtstag / zu Epiphanias
- RoemV 40b – Christen geht zu Jesu Krippen, Kantate zum 2. Weihnachtstag / zu Epiphanias
- RoemV 40c – Gott hat diese Schul erbauet
- RoemV 41 – Gebet dem Kaiser was des Kaisers ist, Kantate zum 23. Sonntag nach Trinitatis
- RoemV 42 – Siehe ich komme bald, Kantate zum 2. Adventssonntag
- RoemV 43 – Bleibe fromm und halte dich recht, Kantate zum 3. Adventssonntag, Bad Köstritz: Forschungs- und Gedenkstätte Heinrich-Schütz-Haus, 2001
- RoemV 44 – Bereitet dem Herrn den Weg, Kantate zum 4. Adventssonntag
- RoemV 45 – Euch ist heute der Heiland geboren, Kantate zur Weihnacht, Bad Köstritz: Forschungs- und Gedenkstätte Heinrich-Schütz-Haus, 2007
- RoemV 46 – Jesu sei zum neuen Jahr, Kantate zum Neujahrstag
- RoemV 47 – Christus ist das wahrhaftige Licht, Kantate zu Epiphanias
- RoemV 48 – Die Gott suchen denen wird das Herz leben, Kantate zum 1. Sonntag nach Epiphanias
- RoemV 49 – Mein schwaches Fleisch und Blut, Kantate zum 2. Sonntag nach Epiphanias
- RoemV 50 – Herr so du willst kannst du mich wohl reinigen, Kantate zum 3. Sonntag nach Epiphanias
- RoemV 51 – Herr du belohnest die wohl, Kantate zum Sonntag Septuagesimae
- RoemV 52 – Da nahm Simeon Jesum auf seine Arme, Kantate zum Tag Reinigung Mariä
- RoemV 53 – Selig sind die Gottes Wort hören, Kantate zum Sonntag Sexagesimae
- RoemV 54 – Lasset uns mit Jesu ziehen, Kantate zum Sonntag Estomihi
- RoemV 55 – Gott aber sei Dank der uns den Sieg gegeben, Kantate zum Sonntag Invocavit
- RoemV 56 – Aus zion bricht hervor der schöne Glanz Gottes, Kantate zum Sonntag Reminiscere
- RoemV 57 – Selig sind die Gottes Wort hören, Kantate zum Sonntag Oculi
- RoemV 58 – Die Erlöseten des Herrn werden wieder kommen, Kantate zur Verkündigung Mariä
- RoemV 59 – Angenehmes Licht der Sonnen, Kantate zu Ostern
- RoemV 60 – Bleibe bei uns, denn es will Abend werden, Kantate zum 2. Ostertag, Bad Köstritz: Forschungs- und Gedenkstätte Heinrich-Schütz-Haus, 2007
- RoemV 61 – Er, der Herr des Friedens gebe, Kantate zum 3. Ostertag
- RoemV 62 – Ohn Glauben ists unmöglich Gott gefallen, Kantate zum Sonntag Quasimodogeniti
- RoemV 63 – Jauchzet dem Herrn alle Welt, Kantate zum Sonntag Misericordias Domini
- RoemV 64 – Dieser Zeit Leiden ist nicht wert, Kantate zum Sonntag Jubilate
- RoemV 65 – Ich werde schon geopfert, Kantate zum Sonntag Kantate
- RoemV 66 – Rufe mich an in der Not, Kantate zum Sonntag Rogate
- RoemV 67 – Der Gerechtigkeit Frucht wird Friede sein, Kantate zu Christi Himmelfahrt
- RoemV 68 – Ach Gott, wie manches Herzeleid, Kantate zum Sonntag Exaudi
- RoemV 69 – Ich werde euch trösten, Kantate zum Pfingstfest, Bad Köstritz: Forschungs- und Gedenkstätte Heinrich-Schütz-Haus, 2001
- RoemV 112 – Das neue Jahr ist kommen, Kantate zum Fest der Beschneidung Christi, Kassel: Bärenreiter-Verlag 1951
- RoemV 115 – Ich habe genug und bin vergnügt, Kantate zum Sonntag Septuagesimae, Berlin: Ev. Verlagsanstalt 1957
- RoemV 118 – Mein Jesu hilf mir siegen, Kantate zum Sonntag Invocavit, Nagold: Spaeth, Schmid 2005
- RoemV 122 – Mein Gott, bereite mich, Kantate zum Pfingstfest, Nagold: Spaeth, Schmid 2005
- RoemV 125a – Wertes Paar, euch zu vergnügen, Hochzeitskantate[3]
- RoemV 129 – Herr Jesu, deiner tröst ich mich, Kantate zum 6. Sonntag nach Trinitatis, Nagold: Spaeth, Schmid 2005
- RoemV 130a – Froh verbundne Zwei, Hochzeitskantate[3]
- RoemV 144 – Ich freu mich dess, dass mir geredt ist, Adventskantate[2]
- RoemV 151 – Auf meinen lieben Gott – Kantate zum Sonntag nach Neujahr, Berlin: Ev. Verlagsanstalt, 1955
- RoemV 163 – So hat mein Jesu nun gesieget, Kantate zum Osterfest, Bad Köstritz: Forschungs- und Gedenkstätte Heinrich-Schütz-Haus, 2002
- RoemV 229 – Weine nicht, Gott sorgt für Dich, Hochzeitskantate[3]
- RoemV 230 – Wenn zwei festverknüpfte Seelen, Hochzeitskantate[3]

### Motette, Messen, Passion
- RoemV 237 – Ist Gott für mich, Motette[4]
- RoemV 238 – Messe D-Dur[5]
- RoemV 239 – Missa brevis C-Dur[5]
- RoemV 240 – Das längste Kyrie[5]
- RoemV 241 – Missa brevis C-Dur[5]
- RoemV 242 – Matthäus-Passion. Bearbeitung durch Karl Paulke 1921, Verlag C. Hofius 2009[6]

### Instrumentalwerke
- RoemV 243, 1 – Nun freut euch liebe Christen gmein, Choralvorspiel[7]
- RoemV 243, 1a – Präludium ex G[7]
- RoemV 243, 2 – Es ist das Heil uns kommen her, Choralvorspiel[7]
- RoemV 243, 3 – Präludium[7]
- RoemV 243, 4 – Präludium ex Es[7]
- RoemV 243, 5 – Präludium ex P[7]
- RoemV 243, 6 – Präludium in B[7]
- RoemV 243, 7 – Präludium Ex D[7]
- RoemV 243, 8 – Präludium g-moll[7]
- RoemV 243, 9 – Präludium ex P[7]
- RoemV 243, 10 – Präludium ex G-Dur[7]
- RoemV 243, 11 – Präludium zum Eingange für Orgel G-Dur, Bärenreiter Kassel 2007[8][7]
- RoemV 243, 12 – Präludium für Orgel F-Dur, Bärenreiter Kassel 2007[8][7]
- RoemV 243, 13 – Präludium für Orgel F-Dur, Bärenreiter Kassel 2007[8][7]
- RoemV 243, 14 – Präludium[7]
- RoemV 243, 15 – Präludium ex G[7]
- RoemV 243, 16 – Präludium ex D[7]
- RoemV 243, 17 – Präludium[7]
- RoemV 243, 18 – Präludium E-moll[7]
- RoemV 243, 19 – Präludium für Orgel F-Dur, Bärenreiter Kassel 2007[8][7]
- RoemV 243, 20 – Präludium F-Dur[7]
- RoemV 243, 21 – Präludium e-moll[7]
- RoemV 243, 22 – Präludium zum Eingange[7]
- RoemV 244 – Partia in G-Dur für Violine, Violoncello und obligates Cembalo[7]